# Корлетень (Румунія)
Корлетень, Корлетені (рум. Corlăteni) — село у повіті Ботошані в Румунії. Входить до складу комуни Корлетень.
Село розташоване на відстані 389 км на північ від Бухареста, 22 км на північний захід від Ботошань, 115 км на північний захід від Ясс.

## Населення
За даними перепису населення 2002 року у селі проживали 787 осіб, усі — румуни. Усі жителі села рідною мовою назвали румунську.